# 科德苏什
科德苏什是葡萄牙波尔图区的一个堂区。总面积2.1平方公里，总人口856人，人口密度407.6人/平方公里。